# نوماروسيا بوناسي
نوماروسيا بوناسي (من مواليد 1966) ناشطة في مجال حقوق الإنسان في جنوب إفريقيا فازت بجائزة آن كلاين للسيدات عام 2017.

## سيرتها الشخصية
ولدت نوماروسيا بوناس عام 1966 في مستشفى باراجواناث بجنوب أفريقيا. كانت بوناس تلميذة ناشطة سياسيًا ولكن لم تتح لها الفرصة للذهاب إلى الجامعة، لذا حصلت على وظيفة تعمل في شركة نقل في جوهانسبرغ. وهناك قامت بتنظيم العمال في نقابة، لتصبح أول مديرة متجر لهم. أصبحت بوناسي قلقة بشأن لجنة الحقيقة والمصالحة عندما لم تتعامل مع العنف الجنسي. انضمت إلى مجموعة دعم خلماني وأصبحت المنسقة الوطنية للمجموعة التي تعمل على الحصول على الإعتراف والتعويض للضحايا والناجين من نظام الفصل العنصري في جنوب أفريقيا. نظمت بوناسي نفسها ضد العنصرية على جبهات عديدة، بدءًا من مذبحة ماريكانا وحتى نقص المراحيض المتوفرة في المدينة.